# Gene Tierney
Gene Eliza Tierney, född 19 november 1920 i Brooklyn i New York, död 6 november 1991 i Houston, Texas, var en amerikansk skådespelare. Tierney är främst känd för titelrollen i mysteriefilmen Laura (1944), hon nominerades också till en Oscar för bästa kvinnliga huvudroll för rollen som Ellen Berent Harland i Min är hämnden (1945). Bland Tierneys övriga filmroller märks Martha Strable Van Cleve i Himlen kan vänta (1943), Isabel Bradley Maturin i Den vassa eggen (1946), Lucy Muir i Spöket och Mrs. Muir (1947), Ann Sutton i Damen bedyrar (1949), Maggie Carleton McNulty i Parningstid (1951) och Anne Scott i I Kinas våld (1955).

## Biografi
Gene Tierney var dotter till en framgångsrik börsmäklare. Hon fick sin skolutbildning vid exklusiva privatskolor i Connecticut och Schweiz. När hon berättade för sin far att hon drömde om att bli skådespelare, bildade han ett familjeföretag för att lansera sin dotter. Hon gjorde Broadway-debut 1939, där hon upptäcktes av filmproducenten Darryl F. Zanuck som tecknade ett filmkontrakt med henne. Tierney gjorde filmdebut 1940 i Frank James hämnd.
Berömd för sina höga kindben, gröna ögon och exotiska skönhet spelade hon ofta mjuka och vänliga societetsflickor. Hon var en av Hollywoods populäraste stjärnor under 1940-talet, och en av hennes mest minnesvärda roller är titelrollen i Laura (1944).
1941 gifte hon sig med designern Oleg Cassini. De drabbades av en personlig tragedi två år senare när deras dotter föddes svårt utvecklingsstörd till följd av att Tierney insjuknat i röda hund under graviditeten. En tid senare fick Tierney höra från en kvinnlig beundrare att denna, när hon var medlem i marinkåren, smugit ut från karantän, smittad av röda hund, för att få en chans att träffa Tierney vid Hollywood Canteen. I sin självbiografi beskriver Tierney att hon, efter att kvinnan – som Tierney insåg vara den person som smittat henne – berättat detta, stirrade på henne och gick därifrån och att efter det brydde hon sig inte längre om ifall hon var någons favoritskådespelerska. Historien anses ha inspirerat Agatha Christies roman Spegeln sprack från kant till kant. 
Tierney skilde sig från Cassini 1952. Hon började sällskapa med prins Aly Khan (Rita Hayworths f.d. man), men hans far, Aga Khan motsatte sig ett äktenskap, och Aly lämnade henne. Tierney drabbades då av ett nervöst sammanbrott och blev inlagd på vårdhem. Hon blev utskriven efter ett och ett halvt år, men blev inlagd ånyo för en period på åtta månader.
År 1960 gifte hon om sig med oljefabrikanten W. Howard Lee (han hade tidigare varit gift med skådespelaren Hedy Lamarr); de förblev gifta fram till hans död 1981.
1979 utkom hennes självbiografi, Self Portrait, där hon bland annat avslöjade att hon haft ett kärleksförhållande med John F. Kennedy under hans tid i amerikanska flottan.
Gene Tierney avled, 70 år gammal, av emfysem. Hon har en stjärna på Hollywood Walk of Fame för insatser inom film vid adressen 6125 Hollywood Blvd.
År 1999 sändes ett avsnitt i den dokumentära programserien Biography med titeln Gene Tierney: A Shattered Portrait, där Peter Graves var värd. 

## Filmografi i urval

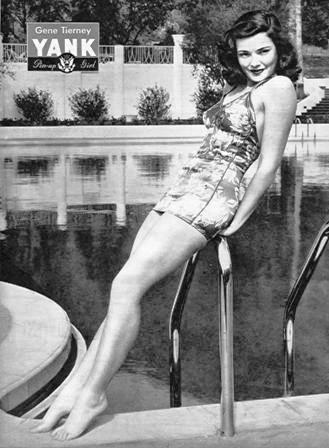
Gene Tierney i magasinet Yank, 1944.

## Filmografi i urval[5]
- 1940 – Frank James hämnd
- 1941 – Deras hela värld
- 1941 – En laglös kvinna
- 1941 – De tusen fröjdernas hus
- 1942 – Kinesflickan
- 1943 – Himlen kan vänta
- 1944 – Laura
- 1945 – Min är hämnden
- 1946 – Fåfäng var min dröm
- 1946 – Den vassa eggen
- 1947 – Spöket och Mrs. Muir
- 1948 – Jag älskar dig, usling!
- 1949 – Damen bedyrar
- 1950 – Nattens vargar
- 1950 – Natten och staden
- 1951 – Parningstid
- 1951 – På Rivieran
- 1951 – Djävulens sjö
- 1951 – Close to My Heart
- 1952 – Mot nya äventyr
- 1953 – Det började i Moskva
- 1954 – Svarta änkan
- 1954 – Sinuhe, egyptiern
- 1955 – I Kinas våld
- 1962 – Storm över Washington
- 1963 – Toys in the Attic
- 1964 – 3 flickor i Madrid
- 1980 – Scruples (TV-serie) (miniserie)